# Ordnungsverfügung

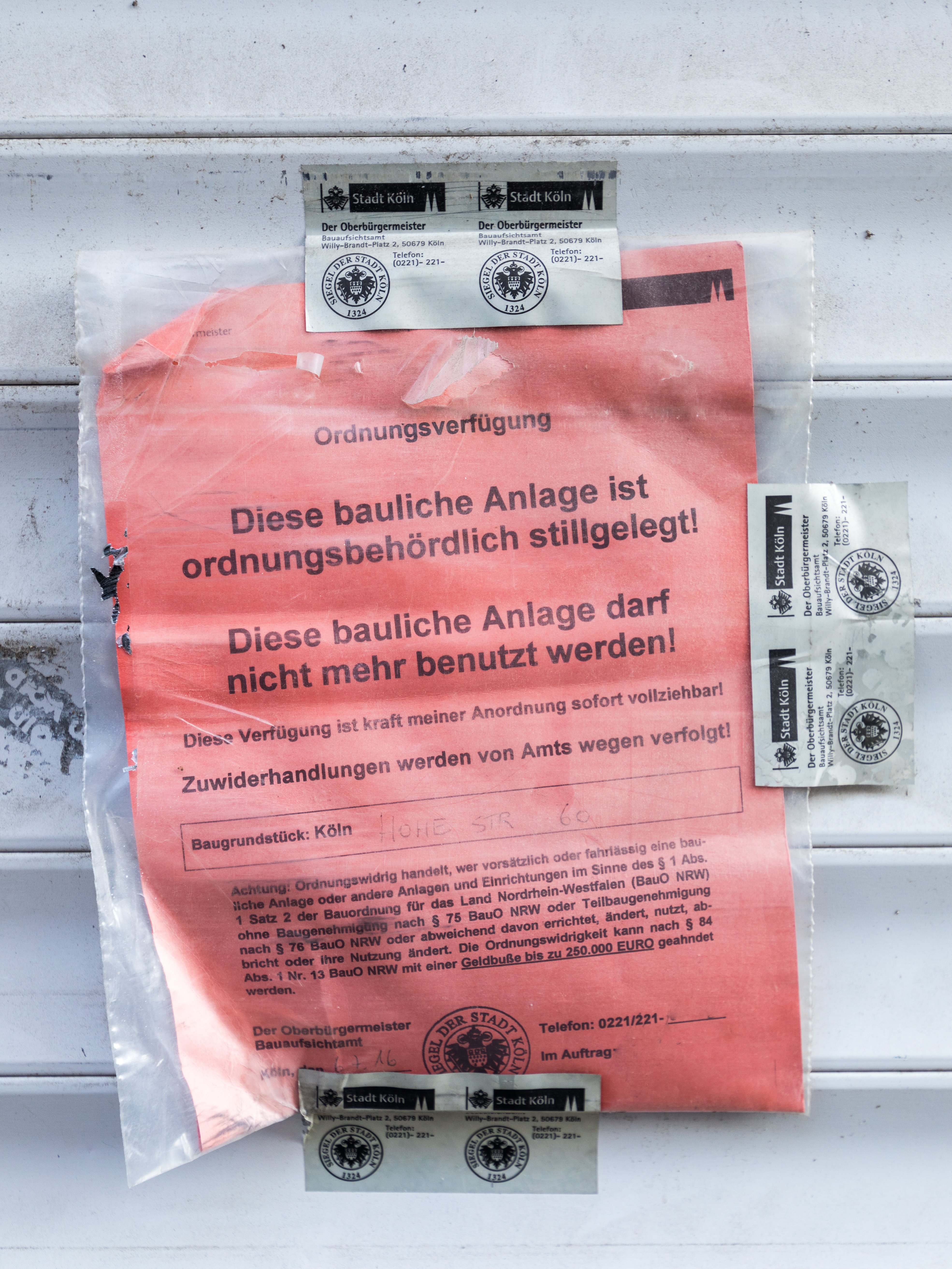
Ordnungsverfügung zur Stilllegung einer baulichen Anlage in Köln

Eine Ordnungsverfügung ist ein befehlender beziehungsweise ein belastender Verwaltungsakt, der von einer Ordnungsbehörde zur Abwehr von konkreten Gefahren für die öffentliche Sicherheit und Ordnung erlassen wird und von dem Adressaten ein Handeln, Dulden oder Unterlassen verlangt. Eine Ordnungsverfügung kann zudem in einer Versagung, Einschränkung oder Zurücknahme (Rücknahme und Widerruf) einer rechtlich vorgesehenen ordnungsbehördlichen Erlaubnis oder Bescheinigung bestehen.
Der Begriff der Ordnungsverfügung ist in den verschiedenen Gesetzen des Polizei- und Ordnungsrechts der einzelnen Bundesländer definiert.